# Presents (小説)
『Presents』（プレゼンツ）は、角田光代による日本の短編小説集。
「女性が一生のうちにもらう贈りもの」をテーマに、『小説推理』（双葉社）にて2005年1月号から12月号まで全12話が松尾たいこのイラストとともに連載された。
全12編中の2編が映画化されており、『Presents〜合い鍵〜』（広末涼子主演）が2006年に、『Presents〜うに煎餅〜』（戸田恵梨香主演）が2007年に公開された。

## 収録作品
- Presents #1 名前（2005年1月号）
- Presents #2 ランドセル（2005年2月号）
- Presents #3 初キス（2005年3月号）
- Presents #4 鍋セット（2005年4月号）
- Presents #5 うに煎餅（2005年5月号）
- Presents #6 合い鍵（2005年6月号）
- Presents #7 ヴェール（2005年7月号）
- Presents #8 記憶（2005年8月号）
- Presents #9 絵（2005年9月号）
- Presents #10 料理（2005年10月号）
- Presents #11 ぬいぐるみ（2005年11月号）
- Presents #12 涙（2005年12月号）

## 映画

### 合い鍵
『Presents〜合い鍵〜』（プレゼンツ あいかぎ）は、2006年12月に公開された日本映画。

#### キャスト
- 由加里：広末涼子
- 博明：玉山鉄二
- 美加：有村実樹
- 美容師：安田顕
- ウェイター：真山明大
- 学生カップル 男：川口覚
- 学生カップル 女：池田香織

#### スタッフ
- プロデュース：森谷雄、小穴勝幸
- アソシエイトプロデューサー：今井由佳子
- 音楽：野崎美波
- 主題歌：sparekeys「WINTER WONDERLAND」
- 監督・脚本：日向朝子
- 美術：木村明子
- 録音：岡本立洋
- 撮影技術：佐藤亨
- スクリプター：増田千尋
- 助監督：近藤幸子
- 編集：栗谷川純
- スタイリスト：三田真一(広末涼子)、棚橋公子
- メイク：清水惇子
- スチール：齋藤清貴
- アシスタントプロデューサー：加藤智子、松岡大介
- ラインプロデューサー：須永裕之
- ドルビーデジタル・コンサルタント:河東努(コンチネンタルファーイースト株式会社)
- 制作：アットムービー・クリエイティヴ
- 企画／配給：アットムービー
- 製作：NBC UNIVERSAL/アットムービー/衛星劇場

### うに煎餅
『Presents〜うに煎餅〜』（プレゼンツ うにせんべい）は、『Presents〜合い鍵〜』に続く映画作品第二弾。2007年3月10日に公開された。
大学の同級生であった羽月と悟。先に就職した羽月と留年して未だに大学にいる悟との間に起きるラブストーリー。

#### キャスト
松下羽月（演：戸田恵梨香）
文房具メーカーに勤める新入社員。
高野悟（演：平岡祐太）
羽月とは大学2年時から付き合っている。大学生。
安田健介（演：黄川田将也）
有名出版社の編集者。羽月と合コンで知り合う。
友美（演：秋田真琴）
羽月と会社の同僚。
掟ポルシェ（演：掟ポルシェ）
羽月と安田がデートで訪れたレストランの客。

#### スタッフ
- 監督：石井貴英
- 脚本：児玉頼子
- プロデューサー：森谷雄、小穴勝幸
- 音楽：水島康貴
- 製作:NBC UNIVERSAL、アットムービー、衛星劇場

#### 音楽
- 主題歌：uni-biscuits「feel4U」
- 挿入歌：uni-biscuits「サイクリングロード」「Miss.Beautiful」

### 仕様
- 映画(劇場公開時):カラー、ビスタサイズ、DOLBY SURROUND 5.1